# Eduard Meyer (Politiker, 1874)

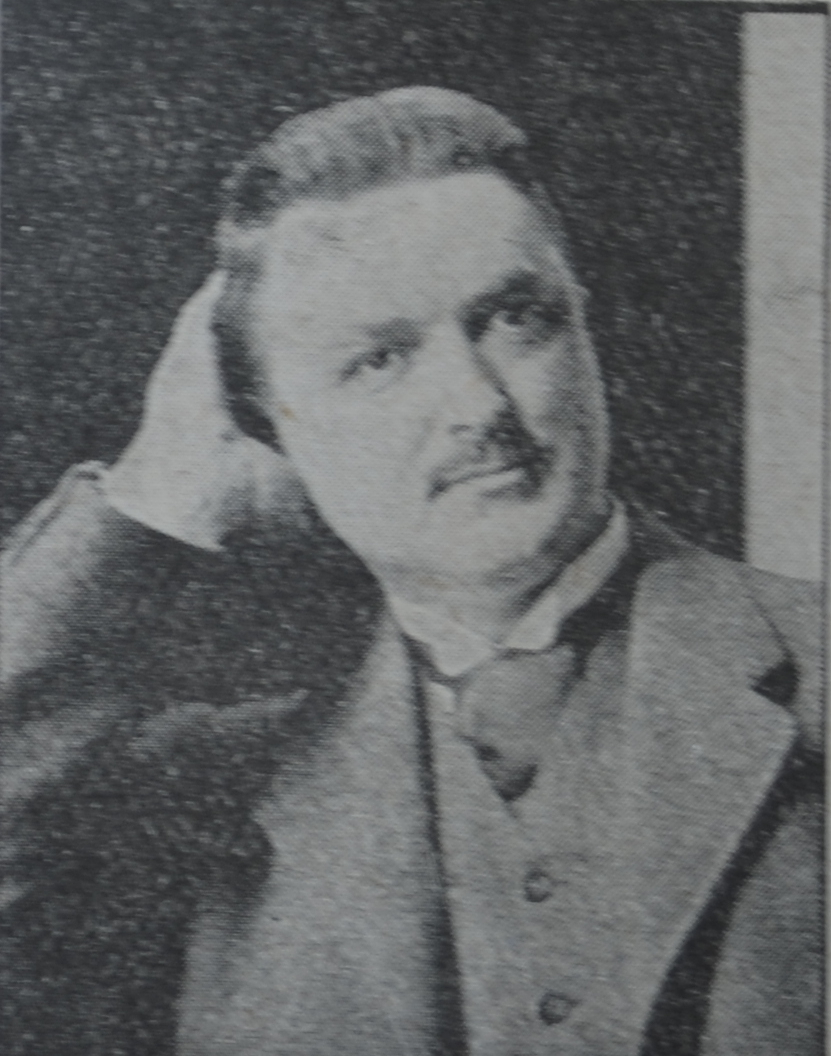
Eduard Meyer, 1911

Eduard Meyer (* 24. Oktober 1874 in Lützelstein; † nach 1918) war Notar und Mitglied der zweiten Kammer des Landtags des Reichslandes Elsaß-Lothringen.
Eduard Meyer, der evangelischer Konfession war, besuchte das Gymnasium und studierte Rechtswissenschaften. Er arbeitete als kaiserlicher Notar in Lützelstein.
Bei der ersten (und einzigen) Wahl zum Landtag trat er im Wahlkreis Buchsweiler-Lützelstein als unabhängiger liberaler Kandidat an. Im Ersten Wahlgang wurden im Wahlkreis von den 6.742 Stimmberechtigten 4.596 Stimmen abgegeben. Auf Meyer entfielen 2.073, auf den unabhängigen Kandidaten G. Wolf 2.035, auf den unabhängigen Kandidaten Moritz 1.003 und auf den Sozialdemokraten Waldhart 340 Stimmen. Im zweiten Wahlgang setzte sich Meyer mit 3.375 Stimmen gegen Wolf mit 2.404 Stimmen durch. Eduard Meyer gehörte dem Landtag bis 1918 an und schloss sich im Landtag der Fraktion der Elsässischen Fortschrittspartei an.